# När du tar mig i din famn
När du tar mig i din famn är en sång skriven av Agnetha Fältskog och Ingela "Pling" Forsman och framförd av Fältskog. Den utgavs första gången på samlingsalbumet Tio år med Agnetha 1979 samt på singel i april samma år. Sången testades på Svensktoppen, där den låg i tio veckor under perioden 4 november 1979–27 januari 1980, och var bland annat etta. 
1998 släpptes en version av sången där en engelskspråkig demotext sjungen av Fältskog fogats samman med det svenska originalets bakgrundsmusik. Versionen hade titeln The Queen of Hearts och togs med på samlingsalbumet That's Me – The Greatest Hits och släpptes som singel, vilken som bäst nådde 53:e plats på den svenska singellistan.
En till förväxling snarlik textrad "när du vilar i min famn" återfinns i sången I rosenrött jag drömmer (inspelad 1948, text av Roland Levin), en svensk cover-version av Édith Piafs kända La vie en rose.

## Singelutgivningar

### 1979
1. När du tar mig i din famn - 3:22
2. Jag var så kär - 3:19

### 1998
1. The Queen of Hearts - 3:22
2. Eyes of a Woman - 3:55

### CD-maxi 1998
1. The Queen of Hearts - 3:22
2. One Way Love - 3:39
3. I Won't Let You Go - 3:37
4. Eyes of a Woman - 3:55

## Listplaceringar
| Lista (1998) | Position |
| ------------ | -------- |
| Sverige      | 53       |

## Coverversioner
När du tar mig i din famn har tolkats av bland andra det svenska dansbandet Matz Bladhs på albumet Leende dansmusik 90 och Wizex på albumet Spanska ögon, båda 1990. Lotta Engbergs gjorde en inspelning till coveralbumet Tolv i topp 1997. 2008 spelades den in av dansbandet Drifters på coveralbumet Tycker om dig: Svängiga låtar från förr.